# 豆满江站
豆滿江站（：／ Tuman'gang yŏk */?）是朝鮮民主主義人民共和國罗先特别市的一個鐵路車站，属于洪仪线和豆满江线。

## 概况
本站位于俄朝边界，为增强跨境运输能力，本站在2008年开始进行改造，将1520mm宽轨接入本站，2012年改造结束，2013年9月22日举行完工庆典。
后朝鲜政府对车站进行了改建工程，新修建的豆满江站于2025年5月28日举行竣工仪式并投入运营。

## 邻近车站
洪仪线
洪仪站 - 豆滿江站
豆滿江線
赤池站 - 豆滿江站